# BMW PGA Championship
BMW PGA Championship er den nuværende titel på en årlig golfturnering på Europatouren. Turneringen spilles i maj måned på Wentworth Club lidt uden for London. Første gang, turneringen blev spillet, var i 1955 under navnet British PGA Championship. Siden 1967 har turneringen taget navn efter sponsoren, der i øjeblikket er bilfirmaet BMW.
Danske Anders Hansen har to gange vundet denne betydningsfulde turnering.

## Vindere
BMW PGA Championship
- 2007 – Anders Hansen – Danmark
- 2006 David Howell – England
- 2005 Angel Cabrera – Argentina

Volvo PGA Championship
- 2004 Scott Drummond – Skotland
- 2003 Ignacio Garrido – Spanien
- 2002 Anders Hansen – Danmark
- 2001 Andrew Oldcorn – Skotland
- 2000 Colin Montgomerie – Skotland
- 1999 Colin Montgomerie – Skotland
- 1998 Colin Montgomerie – Skotland
- 1997 Ian Woosnam – Wales
- 1996 Costantino Rocca – Italien
- 1995 Bernhard Langer – Tyskland
- 1994 José María Olazábal – Spanien
- 1993 Bernhard Langer – Tyskland
- 1992 Tony Johnstone – Zimbabwe
- 1991 Severiano Ballesteros – Spanien
- 1990 Mike Harwood – Australien
- 1989 Nick Faldo – England
- 1988 Ian Woosnam – Wales

Whyte & Mackay PGA Championship
- 1987 Bernhard Langer – Tyskland
- 1986 Rodger Davis – Australien
- 1985 Paul Way – England
- 1984 Howard Clark – England

Sun Alliance PGA Championship
- 1983 Severiano Ballesteros – Spanien
- 1982 Tony Jacklin – England
- 1981 Nick Faldo – England
- 1980 Nick Faldo – England

Colgate PGA Championship
- 1979 Vicente Fernandez – Argentina
- 1978 Nick Faldo – England

Penfold PGA Championship
- 1977 Manuel Piñero – Spanien
- 1976 Neil Coles – England
- 1975 Arnold Palmer – USA

Viyella PGA Championship
- 1974 Maurice Bembridge – England
- 1973 Peter Oosterhuis – England
- 1972 Tony Jacklin – England

Schweppes Open
- 1970-1971 Ikke afholdt
- 1969 Bernard Gallacher – Skotland
- 1968 David Talbot – England
- 1967 Peter Townsend – England

British PGA Championship
- 1966 Brian Huggett – Wales
- 1965 Peter Alliss – England
- 1964 Tony Grubb – England
- 1963 Peter Butler – England
- 1962 Peter Alliss – England
- 1961 Brian Bamford – England
- 1960 Arnold Stickley – England
- 1959 Dai Rees – Wales
- 1958 Harry Bradshaw – Irland
- 1957 Peter Alliss – England
- 1956 Charlie Ward – England
- 1955 Ken Bousfield – England

51°24′N 0°35′V / 51.4°N 0.59°V